# Five Burghs
Five Burghs eller Five Boroughs (borough efter gammalengelskans burg, "befäst stad"), syftar (historiskt) på de fem städerna Nottingham, Derby, Lincoln, Leicester och Stamford, alla inom Danelagen. Dessa städer, som idag ligger i regionen East Midlands, kom att bli särskilt viktiga inom Danelagen. Fyra av städerna, alla utom Stamford, är idag grevskapshuvudorter.